# Because She Loved Him
Because She Loved Him è un cortometraggio muto del 1914. Il nome del regista non viene riportato nei credit del film che fu prodotto dalla Victor Film Company e venne interpretato da Irene Wallace. Il soggetto è firmato da Leslie T. Peacocke.

## Produzione
Il film fu prodotto dalla Victor Film Company.

## Distribuzione
Distribuito dall'Universal Film Manufacturing Company, il film - un cortometraggio in due bobine - uscì nelle sale cinematografiche degli Stati Uniti il 20 marzo 1914.